# V. Mohammed marokkói király
Szidi Mohammed ben Júszef (Fez, 1909. augusztus 10. – Rabat, 1961. február 26.) az alavita dinasztia 16. uralkodója marokkói szultánként 1927-től, 1957-től Marokkó királyaként haláláig.

## Élete
1927-ben lépett trónra apja, Juszuf szultán halála után mint Marokkó szultánja. 1947-ben Tanger városában Marokkó függetlenségének biztosítását követelte.
1953. augusztus 20-án a francia hatóságok Korzika szigetére, majd Madagaszkárra száműzték őt és családját. Száműzetése alatt a marokkói nép nemzeti felszabadító mozgalma oly nagy lendületet vett, hogy a francia kormány kénytelen volt tárgyalásokba bocsátkozni, amelynek eredményeképpen V. Mohammed 1955-ben visszatérhetett hazájába, ahol az ország két legerősebb pártjának képviselőiből kormányt alakított.
1956. március 2.: Marokkó függetlenségének kivívása után V. Mohammed a korábbi két pártra támaszkodás politikájával szakítva, kizárólag az Isztiklál Pártot támogatta.
1957 augusztusában felvette a Marokkó királya címet, megőrizve korábbi teokratikus hatalmát. 1960-ban maga vezette kormányt alakított.
1961. február 26-án, kórházban, műtét közben halt meg.

## Emlékezete
V. Mohammedről nevezték el Casablanca nemzetközi repülőterét, valamint számos egyetemet és nyilvános helyet egész Marokkóban.